# Brian McBride
Brian Robert McBride (Arlington Heights, 19 giugno 1972) è un dirigente sportivo ed ex calciatore statunitense, di ruolo attaccante, attuale direttore generale della Nazionale statunitense.

## Carriera

### Giocatore

#### Club
Cresciuto nelle file del St. Louis Billikens, nel 1994 ha debuttato tra i professionisti nelle file del Milwaukee Rampage. Nell'estate 1994 si è trasferito in Germania, al Wolfsburg. Dopo una stagione in cui ha totalizzato 15 presenze e 2 reti, nel 1995 è tornato negli Stati Uniti, trasferendosi al Columbus Crew. Dopo cinque stagioni nelle file del Columbus Crew, nella stagione 2000-2001 ha giocato in prestito al Preston N.E., club inglese militante nella First Division. Il 7 gennaio 2003, dopo una stagione e mezzo al Columbus Crew, è passato in prestito trimestrale all'Everton. Rientrato al Columbus Crew nell'aprile 2003, ha disputato la seconda parte del campionato 2003 col club statunitense, totalizzando 24 presenze e 12 reti. Il 20 gennaio 2004 si è trasferito a titolo definitivo in Inghilterra, al Fulham. L'esperienza con il club inglese è durata quattro stagioni, durante le quali ha vinto per due volte il premio di giocatore dell'anno del club. Ha totalizzato, con il club londinese, 140 presenze e 32 reti in campionato. Il 31 luglio 2008 è stato ingaggiato dagli Chicago Fire. Il 3 settembre 2010 ha annunciato il proprio ritiro al termine della stagione. Nell'estate 2012 è tornato a giocare per un brevissimo periodo nel Wembley, club inglese di nona divisione.

### Nazionale

#### Nazionale maggiore
Ha debuttato in Nazionale il 25 marzo 1993, nell'amichevole Honduras-Stati Uniti (4-1), subentrando a Mark Chung al minuto 63. Ha messo a segno la sua prima rete con la maglia degli Stati Uniti il 3 novembre 1996, in Stati Uniti-Guatemala (2-0), siglando il gol del definitivo 2-0 al minuto 89. Ha partecipato, con la selezione statunitense, ai Mondiali 1998, 2002 e 2006, alle Gold Cup 1998, 2000, 2002, 2003 ed alla Confederations Cup 1999. Durante l'incontro Italia-Stati Uniti del 17 giugno 2006 (fase a gironi del Mondiale 2006) è stato colpito con una gomitata da Daniele De Rossi. Il calciatore italiano, in seguito a questo gesto, è stato squalificato per quattro giornate. Il 26 luglio 2006 ha annunciato il proprio ritiro dalla Nazionale. Ha totalizzato, con la maglia degli Stati Uniti, 95 presenze e 30 reti, risultando il quinto miglior marcatore della storia della selezione statunitense.

#### Nazionale olimpica
Il 18 luglio 2008 è stato convocato dalla Nazionale olimpica ai Giochi olimpici 2008, competizione dalla quale la selezione statunitense è uscita al primo turno.

### Dopo il ritiro
Il 10 gennaio 2020 la Federazione calcistica degli Stati Uniti d'America lo ha nominato direttore generale della Nazionale maggiore maschile.

## Statistiche

### Presenze e reti nei club
| Stagione             | Squadra              | Campionato           | Campionato | Campionato | Coppe nazionali | Coppe nazionali | Coppe nazionali | Coppe continentali | Coppe continentali | Coppe continentali | Altre coppe | Altre coppe | Altre coppe | Totale | Totale | Totale |
| Stagione             | Squadra              | Comp                 | Pres       | Reti       | Comp            | Pres            | Reti            | Comp               | Pres               | Reti               | Comp        | Pres        | Reti        | Pres   | Reti   |        |
| -------------------- | -------------------- | -------------------- | ---------- | ---------- | --------------- | --------------- | --------------- | ------------------ | ------------------ | ------------------ | ----------- | ----------- | ----------- | ------ | ------ | ------ |
| gen.-giu. 1994       | Milwaukee Rampage    | USISL                | 18         | 17         | -               | -               | -               | -                  | -                  | -                  | -           | -           | -           | 18     | 17     |        |
| 1994-1995            | Wolfsburg            | 2BL                  | 12         | 1          | DFBP            | 3               | 1               | -                  | -                  | -                  | -           | -           | -           | 15     | 2      |        |
| 1996                 | Columbus Crew        | MLS                  | 28+3       | 17+2       | -               | -               | -               | -                  | -                  | -                  | -           | -           | -           | 31     | 19     |        |
| 1997                 | Columbus Crew        | MLS                  | 13+4       | 6+1        | -               | -               | -               | -                  | -                  | -                  | -           | -           | -           | 17     | 7      |        |
| 1998                 | Columbus Crew        | MLS                  | 24+5       | 10+4       | USOC            | 4               | 3               | -                  | -                  | -                  | -           | -           | -           | 33     | 17     |        |
| 1999                 | Columbus Crew        | MLS                  | 25+5       | 5+0        | USOC            | 2               | 2               | -                  | -                  | -                  | -           | -           | -           | 32     | 7      |        |
| gen.-set. 2000       | Columbus Crew        | MLS                  | 18         | 6          | USOC            | 0               | 0               | -                  | -                  | -                  | -           | -           | -           | 18     | 6      |        |
| Totale Columbus Crew | Totale Columbus Crew | Totale Columbus Crew | 125        | 51         |                 | 6               | 5               |                    | -                  | -                  |             | -           | -           | 131    | 56     |        |
| set. 2000-2001       | Preston N.E.         | FD                   | 9          | 1          | FA+FLC          | 1+0             | 0+0             | -                  | -                  | -                  | -           | -           | -           | 10     | 1      |        |
| mag.-dic. 2001       | Columbus Crew        | MLS                  | 15         | 1          | USOC            | 0               | 0               | -                  | -                  | -                  | -           | -           | -           | 15     | 1      |        |
| 2002                 | Columbus Crew        | MLS                  | 14+5       | 5+3        | USOC            | 1               | 0               | -                  | -                  | -                  | -           | -           | -           | 20     | 8      |        |
| Totale Columbus Crew | Totale Columbus Crew | Totale Columbus Crew | 34         | 9          |                 | 1               | 0               |                    | -                  | -                  |             | -           | -           | 35     | 9      |        |
| gen.-mar. 2003       | Everton              | PL                   | 8          | 4          | FA+FLC          | 0+0             | 0+0             | -                  | -                  | -                  | -           | -           | -           | 8      | 4      |        |
| mar.-dic. 2003       | Columbus Crew        | MLS                  | 24         | 12         | USOC            | 0               | 0               | -                  | -                  | -                  | -           | -           | -           | 24     | 12     |        |
| gen.-giu. 2004       | Fulham               | PL                   | 16         | 4          | FA+FLC          | 3+0             | 1+0             | -                  | -                  | -                  | -           | -           | -           | 19     | 5      |        |
| 2004-2005            | Fulham               | PL                   | 31         | 6          | FA+FLC          | 2+4             | 0+3             | -                  | -                  | -                  | -           | -           | -           | 37     | 9      |        |
| 2005-2006            | Fulham               | PL                   | 38         | 9          | FA+FLC          | 0+1             | 0+1             | -                  | -                  | -                  | -           | -           | -           | 39     | 10     |        |
| 2006-2007            | Fulham               | PL                   | 38         | 9          | FA+FLC          | 4+0             | 3+0             | -                  | -                  | -                  | -           | -           | -           | 42     | 12     |        |
| 2007-2008            | Fulham               | PL                   | 17         | 4          | FA+FLC          | 0+0             | 0+0             | -                  | -                  | -                  | -           | -           | -           | 17     | 4      |        |
| Totale Fulham        | Totale Fulham        | Totale Fulham        | 140        | 32         |                 | 14              | 8               |                    | -                  | -                  |             | -           | -           | 154    | 40     |        |
| giu.-dic. 2008       | Chicago Fire         | MLS                  | 11+3       | 5+1        | USOC            | 0               | 0               | -                  | -                  | -                  | -           | -           | -           | 14     | 6      |        |
| 2009                 | Chicago Fire         | MLS                  | 22+3       | 7+0        | USOC            | 0               | 0               | NASL               | 3                  | 2                  | -           | -           | -           | 28     | 9      |        |
| 2010                 | Chicago Fire         | MLS                  | 26         | 6          | USOC            | 1               | 0               | NASL               | 3                  | 0                  | -           | -           | -           | 30     | 6      |        |
| Totale Chicago Fire  | Totale Chicago Fire  | Totale Chicago Fire  | 65         | 19         |                 | 1               | 0               |                    | 6                  | 2                  |             | -           | -           | 72     | 21     |        |
| lug.-ago. 2012       | Wembley              | CCFL                 | 0          | 0          | FA              | 0               | 0               | -                  | -                  | -                  | -           | -           | -           | 0      | 0      |        |
| Totale carriera      | Totale carriera      | Totale carriera      | 435        | 146        |                 | 26              | 14              |                    | 6                  | 2                  |             | -           | -           | 467    | 162    |        |

### Cronologia presenze e reti in nazionale
| Cronologia completa delle presenze e delle reti in nazionale ― Stati Uniti | Cronologia completa delle presenze e delle reti in nazionale ― Stati Uniti | Cronologia completa delle presenze e delle reti in nazionale ― Stati Uniti | Cronologia completa delle presenze e delle reti in nazionale ― Stati Uniti | Cronologia completa delle presenze e delle reti in nazionale ― Stati Uniti | Cronologia completa delle presenze e delle reti in nazionale ― Stati Uniti | Cronologia completa delle presenze e delle reti in nazionale ― Stati Uniti | Cronologia completa delle presenze e delle reti in nazionale ― Stati Uniti |
| Data                                                                       | Città                                                                      | In casa                                                                    | Risultato                                                                  | Ospiti                                                                     | Competizione                                                               | Reti                                                                       | Note                                                                       |
| -------------------------------------------------------------------------- | -------------------------------------------------------------------------- | -------------------------------------------------------------------------- | -------------------------------------------------------------------------- | -------------------------------------------------------------------------- | -------------------------------------------------------------------------- | -------------------------------------------------------------------------- | -------------------------------------------------------------------------- |
| 25-3-1993                                                                  | Tegucigalpa                                                                | Honduras                                                                   | 4 – 1                                                                      | Stati Uniti                                                                | Amichevole                                                                 | -                                                                          | 63’                                                                        |
| 26-5-1996                                                                  | New Britain                                                                | Stati Uniti                                                                | 2 – 1                                                                      | Scozia                                                                     | Amichevole                                                                 | -                                                                          | 82’                                                                        |
| 16-6-1996                                                                  | Pasadena                                                                   | Stati Uniti                                                                | 2 – 2                                                                      | Messico                                                                    | Amichevole                                                                 | -                                                                          | 65’                                                                        |
| 30-8-1996                                                                  | Los Angeles                                                                | Stati Uniti                                                                | 3 – 1                                                                      | El Salvador                                                                | Amichevole                                                                 | -                                                                          | 46’                                                                        |
| 3-11-1996                                                                  | Washington                                                                 | Stati Uniti                                                                | 2 – 0                                                                      | Guatemala                                                                  | Qual. Mondiali 1998                                                        | 1                                                                          | 74’                                                                        |
| 1-12-1996                                                                  | San José                                                                   | Costa Rica                                                                 | 2 – 1                                                                      | Stati Uniti                                                                | Qual. Mondiali 1998                                                        | -                                                                          | 73’                                                                        |
| 14-12-1996                                                                 | Palo Alto                                                                  | Stati Uniti                                                                | 2 – 1                                                                      | Costa Rica                                                                 | Qual. Mondiali 1998                                                        | 1                                                                          |                                                                            |
| 21-12-1996                                                                 | Città del Guatemala                                                        | Guatemala                                                                  | 2 – 2                                                                      | Stati Uniti                                                                | Qual. Mondiali 1998                                                        | -                                                                          | 85’                                                                        |
| 17-1-1997                                                                  | Los Angeles                                                                | Stati Uniti                                                                | 0 – 1                                                                      | Perù                                                                       | Amichevole                                                                 | -                                                                          |                                                                            |
| 19-1-1997                                                                  | Pasadena                                                                   | Stati Uniti                                                                | 0 – 2                                                                      | Messico                                                                    | Amichevole                                                                 | -                                                                          | 64’                                                                        |
| 22-1-1997                                                                  | Pasadena                                                                   | Stati Uniti                                                                | 1 – 4                                                                      | Danimarca                                                                  | Amichevole                                                                 | -                                                                          | 33’                                                                        |
| 29-1-1997                                                                  | Kunming                                                                    | Cina                                                                       | 2 – 1                                                                      | Stati Uniti                                                                | Amichevole                                                                 | -                                                                          |                                                                            |
| 1-2-1997                                                                   | Guangzhou                                                                  | Cina                                                                       | 1 – 1                                                                      | Stati Uniti                                                                | Amichevole                                                                 | -                                                                          |                                                                            |
| 2-3-1997                                                                   | Kingston                                                                   | Giamaica                                                                   | 0 – 0                                                                      | Stati Uniti                                                                | Qual. Mondiali 1998                                                        | -                                                                          | 60’                                                                        |
| 16-11-1997                                                                 | Foxborough                                                                 | Stati Uniti                                                                | 4 – 2                                                                      | El Salvador                                                                | Qual. Mondiali 1998                                                        | 2                                                                          |                                                                            |
| 7-2-1998                                                                   | Oakland                                                                    | Stati Uniti                                                                | 2 – 1                                                                      | Costa Rica                                                                 | Gold Cup 1998 - 1º turno                                                   | -                                                                          | 63’                                                                        |
| 10-2-1998                                                                  | Los Angeles                                                                | Stati Uniti                                                                | 1 – 0                                                                      | Brasile                                                                    | Gold Cup 1998 - Semifinale                                                 | -                                                                          | 81’                                                                        |
| 15-2-1998                                                                  | Los Angeles                                                                | Stati Uniti                                                                | 0 – 1                                                                      | Messico                                                                    | Gold Cup 1998 - Finale                                                     | -                                                                          | 82’                                                                        |
| 25-2-1998                                                                  | Bruxelles                                                                  | Belgio                                                                     | 2 – 0                                                                      | Stati Uniti                                                                | Amichevole                                                                 | -                                                                          | 63’                                                                        |
| 22-4-1998                                                                  | Vienna                                                                     | Austria                                                                    | 0 – 3                                                                      | Stati Uniti                                                                | Amichevole                                                                 | 1                                                                          | 46’                                                                        |
| 16-5-1998                                                                  | San Jose                                                                   | Stati Uniti                                                                | 0 – 0                                                                      | Macedonia                                                                  | Amichevole                                                                 | -                                                                          | 63’                                                                        |
| 21-6-1998                                                                  | Lione                                                                      | Stati Uniti                                                                | 1 – 2                                                                      | Iran                                                                       | Mondiali 1998 - 1º turno                                                   | 1                                                                          |                                                                            |
| 25-6-1998                                                                  | Nantes                                                                     | Stati Uniti                                                                | 0 – 1                                                                      | Jugoslavia                                                                 | Mondiali 1998 - 1º turno                                                   | -                                                                          |                                                                            |
| 5-11-1998                                                                  | San Jose                                                                   | Stati Uniti                                                                | 0 – 0                                                                      | Australia                                                                  | Amichevole                                                                 | -                                                                          |                                                                            |
| 24-1-1999                                                                  | Santa Cruz                                                                 | Stati Uniti                                                                | 0 – 0                                                                      | Bolivia                                                                    | Amichevole                                                                 | -                                                                          |                                                                            |
| 6-2-1999                                                                   | Jacksonville                                                               | Stati Uniti                                                                | 3 – 0                                                                      | Germania                                                                   | Amichevole                                                                 | -                                                                          |                                                                            |
| 21-2-1999                                                                  | Fort Lauderdale                                                            | Stati Uniti                                                                | 2 – 1                                                                      | Cile                                                                       | Amichevole                                                                 | -                                                                          | 18’                                                                        |
| 11-3-1999                                                                  | Los Angeles                                                                | Stati Uniti                                                                | 3 – 1                                                                      | Guatemala                                                                  | Amichevole                                                                 | 1                                                                          |                                                                            |
| 13-3-1999                                                                  | San Diego                                                                  | Stati Uniti                                                                | 1 – 2                                                                      | Messico                                                                    | Amichevole                                                                 | -                                                                          |                                                                            |
| 24-7-1999                                                                  | Guadalajara                                                                | Nuova Zelanda                                                              | 1 – 2                                                                      | Stati Uniti                                                                | Conf. Cup 1999 - 1º turno                                                  | 1                                                                          |                                                                            |
| 28-7-1999                                                                  | Guadalajara                                                                | Brasile                                                                    | 1 – 0                                                                      | Stati Uniti                                                                | Conf. Cup 1999 - 1º turno                                                  | -                                                                          |                                                                            |
| 30-7-1999                                                                  | East Rutherford                                                            | Stati Uniti                                                                | 2 – 0                                                                      | Germania                                                                   | Conf. Cup 1999 - 1º turno                                                  | -                                                                          | 77’                                                                        |
| 1-8-1999                                                                   | Città del Messico                                                          | Messico                                                                    | 1 – 0 dts                                                                  | Stati Uniti                                                                | Conf. Cup 1999 - Semifinale                                                | -                                                                          | 78’                                                                        |
| 3-8-1999                                                                   | Guadalajara                                                                | Stati Uniti                                                                | 2 – 0                                                                      | Arabia Saudita                                                             | Conf. Cup 1999 - Finale 3º posto                                           | 1                                                                          |                                                                            |
| 8-9-1999                                                                   | Kingston                                                                   | Giamaica                                                                   | 2 – 2                                                                      | Stati Uniti                                                                | Amichevole                                                                 | -                                                                          | 46’                                                                        |
| 16-1-2000                                                                  | Pasadena                                                                   | Stati Uniti                                                                | 1 – 1                                                                      | Iran                                                                       | Amichevole                                                                 | -                                                                          |                                                                            |
| 16-2-2000                                                                  | Miami                                                                      | Perù                                                                       | 0 – 1                                                                      | Stati Uniti                                                                | Gold Cup 2000 - 1º turno                                                   | -                                                                          | 45’ 81’                                                                    |
| 19-2-2000                                                                  | Miami                                                                      | Stati Uniti                                                                | 2 – 2 dts (1 – 2 dtr)                                                      | Colombia                                                                   | Gold Cup 2000 - Quarti di finale                                           | 1                                                                          | 83’                                                                        |
| 12-3-2000                                                                  | Birmingham                                                                 | Stati Uniti                                                                | 1 – 1                                                                      | Tunisia                                                                    | Amichevole                                                                 | -                                                                          |                                                                            |
| 26-4-2000                                                                  | Mosca                                                                      | Russia                                                                     | 2 – 0                                                                      | Stati Uniti                                                                | Amichevole                                                                 | -                                                                          |                                                                            |
| 3-6-2000                                                                   | Washington                                                                 | Stati Uniti                                                                | 4 – 0                                                                      | Sudafrica                                                                  | Amichevole                                                                 | -                                                                          | 70’                                                                        |
| 6-6-2000                                                                   | Foxborough                                                                 | Stati Uniti                                                                | 1 – 1                                                                      | Irlanda                                                                    | Amichevole                                                                 | -                                                                          | 88’                                                                        |
| 11-6-2000                                                                  | East Rutherford                                                            | Stati Uniti                                                                | 3 – 0                                                                      | Messico                                                                    | Amichevole                                                                 | 1                                                                          | 81’                                                                        |
| 16-8-2000                                                                  | Foxborough                                                                 | Stati Uniti                                                                | 7 – 0                                                                      | Barbados                                                                   | Qual. Mondiali 2002                                                        | 1                                                                          |                                                                            |
| 3-9-2000                                                                   | Washington                                                                 | Stati Uniti                                                                | 1 – 0                                                                      | Guatemala                                                                  | Qual. Mondiali 2002                                                        | 1                                                                          |                                                                            |
| 27-1-2001                                                                  | Oakland                                                                    | Stati Uniti                                                                | 2 – 1                                                                      | Cina                                                                       | Amichevole                                                                 | 1                                                                          | 70’                                                                        |
| 28-2-2001                                                                  | Columbus                                                                   | Stati Uniti                                                                | 2 – 0                                                                      | Messico                                                                    | Qual. Mondiali 2002                                                        | -                                                                          | 15’                                                                        |
| 16-6-2001                                                                  | Kingston                                                                   | Giamaica                                                                   | 0 – 0                                                                      | Stati Uniti                                                                | Qual. Mondiali 2002                                                        | -                                                                          | 68’                                                                        |
| 1-7-2001                                                                   | Città del Messico                                                          | Messico                                                                    | 1 – 0                                                                      | Stati Uniti                                                                | Qual. Mondiali 2002                                                        | -                                                                          | 60’                                                                        |
| 9-12-2001                                                                  | Seogwipo                                                                   | Corea del Sud                                                              | 1 – 0                                                                      | Stati Uniti                                                                | Amichevole                                                                 | -                                                                          | 18’ 56’                                                                    |
| 19-1-2002                                                                  | Pasadena                                                                   | Stati Uniti                                                                | 2 – 1                                                                      | Corea del Sud                                                              | Gold Cup 2002 - 1º turno                                                   | -                                                                          |                                                                            |
| 21-1-2002                                                                  | Pasadena                                                                   | Stati Uniti                                                                | 1 – 0                                                                      | Cuba                                                                       | Gold Cup 2002 - 1º turno                                                   | 1                                                                          |                                                                            |
| 27-1-2002                                                                  | Pasadena                                                                   | Stati Uniti                                                                | 4 – 0                                                                      | El Salvador                                                                | Gold Cup 2002 - Quarti di finale                                           | 3                                                                          | 63’                                                                        |
| 30-1-2002                                                                  | Pasadena                                                                   | Stati Uniti                                                                | 0 – 0 dts (4 – 2 dtr)                                                      | Canada                                                                     | Gold Cup 2002 - Semifinale                                                 | -                                                                          |                                                                            |
| 2-2-2002                                                                   | Pasadena                                                                   | Stati Uniti                                                                | 2 – 0                                                                      | Costa Rica                                                                 | Gold Cup 2002 - Finale                                                     | -                                                                          | 89’                                                                        |
| 2-3-2002                                                                   | Seattle                                                                    | Stati Uniti                                                                | 4 – 0                                                                      | Honduras                                                                   | Amichevole                                                                 | -                                                                          |                                                                            |
| 10-3-2002                                                                  | Birmingham                                                                 | Stati Uniti                                                                | 1 – 0                                                                      | Ecuador                                                                    | Amichevole                                                                 | -                                                                          |                                                                            |
| 17-4-2002                                                                  | Dublino                                                                    | Irlanda                                                                    | 2 – 1                                                                      | Stati Uniti                                                                | Amichevole                                                                 | -                                                                          | 46’                                                                        |
| 12-5-2002                                                                  | Washington                                                                 | Stati Uniti                                                                | 2 – 1                                                                      | Uruguay                                                                    | Amichevole                                                                 | -                                                                          | 67’                                                                        |
| 19-5-2002                                                                  | Foxborough                                                                 | Stati Uniti                                                                | 0 – 2                                                                      | Paesi Bassi                                                                | Amichevole                                                                 | -                                                                          | 65’                                                                        |
| 5-6-2002                                                                   | Suwon                                                                      | Stati Uniti                                                                | 3 – 2                                                                      | Portogallo                                                                 | Mondiali 2002 - 1º turno                                                   | 1                                                                          |                                                                            |
| 10-6-2002                                                                  | Taegu                                                                      | Corea del Sud                                                              | 1 – 1                                                                      | Stati Uniti                                                                | Mondiali 2002 - 1º turno                                                   | -                                                                          |                                                                            |
| 14-6-2002                                                                  | Daejeon                                                                    | Polonia                                                                    | 3 – 1                                                                      | Stati Uniti                                                                | Mondiali 2002 - 1º turno                                                   | -                                                                          | 58’                                                                        |
| 17-6-2002                                                                  | Jeonju                                                                     | Messico                                                                    | 0 – 2                                                                      | Stati Uniti                                                                | Mondiali 2002 - Ottavi di finale                                           | 1                                                                          | 79’                                                                        |
| 21-6-2002                                                                  | Ulsan                                                                      | Germania                                                                   | 1 – 0                                                                      | Stati Uniti                                                                | Mondiali 2002 - Quarti di finale                                           | -                                                                          | 58’                                                                        |
| 29-3-2003                                                                  | Seattle                                                                    | Stati Uniti                                                                | 2 – 0                                                                      | Venezuela                                                                  | Amichevole                                                                 | -                                                                          | 80’                                                                        |
| 8-5-2003                                                                   | Houston                                                                    | Stati Uniti                                                                | 0 – 0                                                                      | Messico                                                                    | Amichevole                                                                 | -                                                                          | 79’                                                                        |
| 6-7-2003                                                                   | Columbus                                                                   | Stati Uniti                                                                | 2 – 0                                                                      | Paraguay                                                                   | Amichevole                                                                 | -                                                                          | 90’                                                                        |
| 12-7-2003                                                                  | Foxborough                                                                 | Stati Uniti                                                                | 2 – 0                                                                      | El Salvador                                                                | Gold Cup 2003 - 1º turno                                                   | 1                                                                          |                                                                            |
| 14-7-2003                                                                  | Foxborough                                                                 | Stati Uniti                                                                | 2 – 0                                                                      | Martinica                                                                  | Gold Cup 2003 - 1º turno                                                   | 2                                                                          | 86’                                                                        |
| 19-7-2003                                                                  | Foxborough                                                                 | Stati Uniti                                                                | 5 – 0                                                                      | Cuba                                                                       | Gold Cup 2003 - Quarti di finale                                           | -                                                                          | 46’                                                                        |
| 23-7-2003                                                                  | Miami                                                                      | Brasile                                                                    | 2 – 1 dts                                                                  | Stati Uniti                                                                | Gold Cup 2003 - Semifinale                                                 | -                                                                          | 30’                                                                        |
| 18-2-2004                                                                  | Amsterdam                                                                  | Paesi Bassi                                                                | 1 – 0                                                                      | Stati Uniti                                                                | Amichevole                                                                 | -                                                                          | 60’                                                                        |
| 2-6-2004                                                                   | San Francisco                                                              | Stati Uniti                                                                | 4 – 0                                                                      | Honduras                                                                   | Amichevole                                                                 | 2                                                                          |                                                                            |
| 13-6-2004                                                                  | Columbus                                                                   | Stati Uniti                                                                | 3 – 0                                                                      | Grenada                                                                    | Qual. Mondiali 2006                                                        | -                                                                          | 90’                                                                        |
| 20-6-2004                                                                  | Saint George's                                                             | Grenada                                                                    | 2 – 3                                                                      | Stati Uniti                                                                | Qual. Mondiali 2006                                                        | -                                                                          |                                                                            |
| 11-7-2004                                                                  | Chicago                                                                    | Stati Uniti                                                                | 1 – 1                                                                      | Polonia                                                                    | Amichevole                                                                 | -                                                                          | 65’                                                                        |
| 18-8-2004                                                                  | Kingston                                                                   | Giamaica                                                                   | 1 – 1                                                                      | Stati Uniti                                                                | Qual. Mondiali 2006                                                        | -                                                                          | 60’                                                                        |
| 4-9-2004                                                                   | Foxborough                                                                 | Stati Uniti                                                                | 2 – 0                                                                      | El Salvador                                                                | Qual. Mondiali 2006                                                        | -                                                                          | 77’                                                                        |
| 8-9-2004                                                                   | Panama                                                                     | Panama                                                                     | 1 – 1                                                                      | Stati Uniti                                                                | Qual. Mondiali 2006                                                        | -                                                                          | 61’                                                                        |
| 9-10-2004                                                                  | San Salvador                                                               | El Salvador                                                                | 0 – 2                                                                      | Stati Uniti                                                                | Qual. Mondiali 2006                                                        | 1                                                                          | 70’                                                                        |
| 13-10-2004                                                                 | Washington                                                                 | Stati Uniti                                                                | 6 – 0                                                                      | Panama                                                                     | Qual. Mondiali 2006                                                        | -                                                                          |                                                                            |
| 17-11-2004                                                                 | Columbus                                                                   | Stati Uniti                                                                | 1 – 1                                                                      | Giamaica                                                                   | Qual. Mondiali 2006                                                        | -                                                                          |                                                                            |
| 9-2-2005                                                                   | Port of Spain                                                              | Trinidad e Tobago                                                          | 1 – 2                                                                      | Stati Uniti                                                                | Qual. Mondiali 2006                                                        | -                                                                          |                                                                            |
| 27-3-2005                                                                  | Città del Messico                                                          | Messico                                                                    | 2 – 1                                                                      | Stati Uniti                                                                | Qual. Mondiali 2006                                                        | -                                                                          | 82’                                                                        |
| 28-5-2005                                                                  | Chicago                                                                    | Stati Uniti                                                                | 1 – 2                                                                      | Inghilterra                                                                | Amichevole                                                                 | -                                                                          | 82’                                                                        |
| 4-6-2005                                                                   | Salt Lake City                                                             | Stati Uniti                                                                | 3 – 0                                                                      | Costa Rica                                                                 | Qual. Mondiali 2006                                                        | 1                                                                          |                                                                            |
| 8-6-2005                                                                   | Panama                                                                     | Panama                                                                     | 0 – 3                                                                      | Stati Uniti                                                                | Qual. Mondiali 2006                                                        | 1                                                                          |                                                                            |
| 17-8-2005                                                                  | East Hartford                                                              | Stati Uniti                                                                | 1 – 0                                                                      | Trinidad e Tobago                                                          | Qual. Mondiali 2006                                                        | 1                                                                          | 82’                                                                        |
| 3-9-2005                                                                   | Columbus                                                                   | Stati Uniti                                                                | 2 – 0                                                                      | Messico                                                                    | Qual. Mondiali 2006                                                        | -                                                                          | 90’                                                                        |
| 23-5-2006                                                                  | Nashville                                                                  | Stati Uniti                                                                | 0 – 1                                                                      | Marocco                                                                    | Amichevole                                                                 | -                                                                          | 83’                                                                        |
| 28-5-2006                                                                  | Atlanta                                                                    | Stati Uniti                                                                | 1 – 0                                                                      | Lettonia                                                                   | Amichevole                                                                 | 1                                                                          |                                                                            |
| 12-6-2006                                                                  | Gelsenkirchen                                                              | Rep. Ceca                                                                  | 3 – 0                                                                      | Stati Uniti                                                                | Mondiali 2006 - 1º turno                                                   | -                                                                          | 77’                                                                        |
| 17-6-2006                                                                  | Kaiserslautern                                                             | Italia                                                                     | 1 – 1                                                                      | Stati Uniti                                                                | Mondiali 2006 - 1º turno                                                   | -                                                                          |                                                                            |
| 22-6-2006                                                                  | Norimberga                                                                 | Ghana                                                                      | 2 – 1                                                                      | Stati Uniti                                                                | Mondiali 2006 - 1º turno                                                   | -                                                                          |                                                                            |
| Totale                                                                     |                                                                            | Presenze                                                                   | 95                                                                         |                                                                            | Reti (6º posto)                                                            | 30                                                                         |                                                                            |

## Palmarès

### Club

#### Competizioni nazionali
- U.S. Open Cup: 1

Columbus Crew: 2002

### Nazionale
- Gold Cup: 1

2002

### Individuale
- Gol dell'anno della MLS: 1

1998
- Migliore giocatore della Gold Cup: 1

2002
- Capocannoniere della CONCACAF Gold Cup: 1

2002
- Premio Fair Play della MLS: 1

2003
- MLS All-Time Best XI: 1

2005
- Giocatore dell'anno del Fulham: 2

2004-2005, 2005-2006